# Vergassivelauno
Vergassivelauno (em latim: Vergassivellaunus) ou Vercassivelauno (Vercassivellaunus) foi um comandante gaulês dos arvernos do século I a.C., primo de Vercingetórix.  O prefixo ver- aparente ser o título para "supremo". Em 52 a.C., ao lado de Cômio, Viridomaro, Eporedórix e Sedúlio, comandou uma força de 10 mil gauleses para ajudar Vercingetórix que estava cercado por Júlio César em Alésia. Foi derrotado e preso pelos romanos.